# Sierra de El Carche
Sierra de El Carche este o arie protejată (sit de importanță comunitară — SCI) din Spania întinsă pe o suprafață de 5.869,14 ha, integral pe uscat.

## Localizare
Centrul sitului Sierra de El Carche este situat la coordonatele 38°25′44″N 1°10′08″W / 38.4289°N 1.1689°V.

## Înființare
Situl Sierra de El Carche a fost declarat sit de importanță comunitară în aprilie 1999 pentru a proteja 36 de specii de animale.

## Biodiversitate
Situată în ecoregiunea mediteraneană, aria protejată conține 11 habitate naturale: Pajiști carstice calcaroase sau bazofile, de Alysso-Sedion albi, Pajiști uscate europene, Păduri de Quercus ilex și Quercus rotundifolia, Lande oro-mediteraneene cu formațiuni endemice de grozamă, Pseudostepă cu ierburi și specii anuale de Thero-Brachypodietea, Pante stâncoase calcaroase cu vegetație casmofită, Matorral arborescenți cu Juniperus spp., Tufărișuri termo-mediteraneene și de pre-deșert, Păduri de pin (sub-) mediteraneene cu pini negri endemici, Vegetație gipsofilă iberică (Gypsophiletalia), Pajiști alpine și subalpine calcaroase.
La baza desemnării sitului se află mai multe specii protejate:
- păsări (34): uliu porumbar (Accipiter gentilis), fâsă-de-câmp (Anthus campestris), acvilă de munte (Aquila chrysaetos), buha (Bubo bubo), pasărea ogorului (Burhinus oedicnemus), ciocârlie-cu-degete-scurte (Calandrella brachydactyla), Caprimulgus ruficollis, Certhia brachydactyla, șerpar (Circaetus gallicus), dumbrăveancă (Coracias garrulus), șoim călător (Falco peregrinus), vânturel roșu (Falco tinnunculus), cinteză (Fringilla coelebs), ciocârlan (Galerida cristata), Galerida theklae, acvilă pitică (Hieraaetus pennatus), forfecuță gălbuie (Loxia curvirostra), ciocârlie de pădure (Lullula arborea), prigoare (Merops apiaster), muscar sur (Muscicapa striata), pietrar mediteranean (Oenanthe hispanica), Oenanthe leucura, pietrar sur (Oenanthe oenanthe), pițigoi de brădet (Parus ater), codroșul de pădure (Phoenicurus phoenicurus), Prunella collaris, Pyrrhocorax pyrrhocorax, silvie roșcată (Sylvia cantillans), Sylvia conspicillata, Sylvia sarda, silvie de tufiș (Sylvia undata), pănțărușul (Troglodytes troglodytes), mierlă gulerată (Turdus torquatus), pupăză (Upupa epops)
- mamifere (1): liliac cu aripi lungi (Miniopterus schreibersii)
- nevertebrate (1): croitorul mare al stejarului (Cerambyx cerdo)

Pe lângă speciile protejate, pe teritoriul sitului au mai fost identificate 36 de specii de plante, 37 de specii de păsări, 7 specii de amfibieni, 11 specii de mamifere, 4 specii de nevertebrate, 6 specii de reptile.